# Lijnvalkmot
De lijnvalkmot (Evergestis forficalis), soms late koolmot genoemd, is een vlinder uit de familie van de grasmotten (Crambidae). De waardplanten zijn kruisbloemigen als spruitkool en boerenkool.
De lijnvalkmot komt voor in de gematigde gebieden van Europa, Azië en Noord-Amerika. In rust staan de vleugels in een steile tentachtige houding. De vlinder vliegt 's nachts en wordt door licht aangetrokken.
De voorvleugel is 12 tot 14 millimeter lang. De imago kan verward worden met het stro-uiltje maar bij deze ontbreken strepen over de voorvleugel.
De vliegtijd is van mei tot september. De lijnvalkmotmot heeft twee generaties per jaar. De eerste generatie vliegt in mei en juni en de tweede van eind juli tot september.
Het vrouwtje legt op de bladnerf van jonge blaadjes of op de stengel geleiachtige eieren, die in groepjes van ongeveer tien worden afgezet.

## Rups
De traag bewegende, bleekgroene rupsen komen verspreid op de plant voor, maar zijn vooral in het hart van de plant te vinden.